# Черноречье (Челябинская область)
Черноречье — посёлок в Троицком районе Челябинской области. Входит в состав Кособродского сельского поселения.

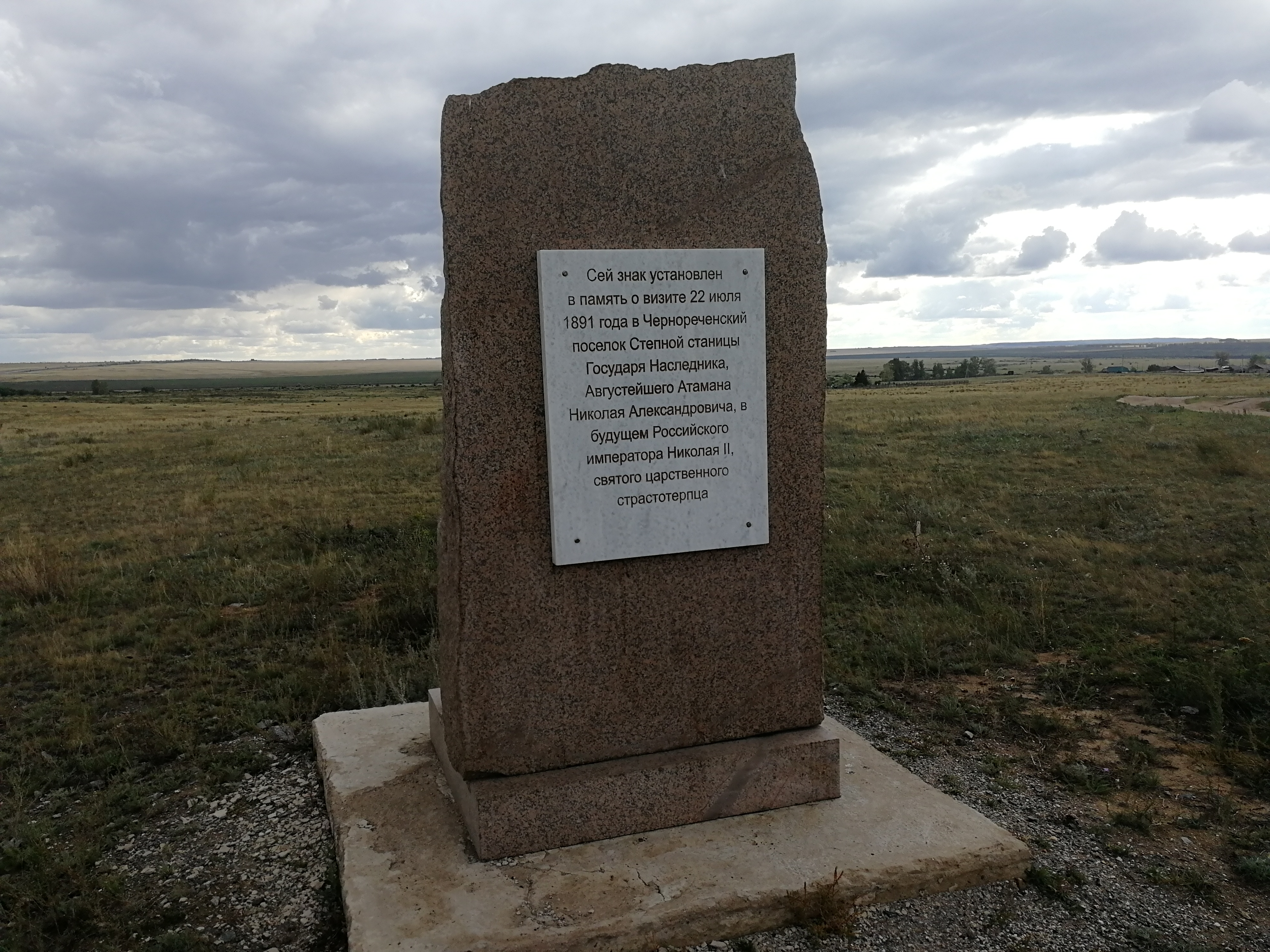
Мемориальная доска установлена на историческом месте, где в 1891 году состоялась встреча наследника российского престола Николая Александровича с казаками и золотопромышленниками

## География
Расположен в западной части района, на берегу р. Уй. Рельеф — полуравнина (Зауральский пенеплен); ближайшая выс.— 289 м. Ландшафт — лесостепь. 
Поселок связано грунтовыми и шоссейными дорогами с соседними населенными пунктами. Расстояние до районного центра (Троицк) 69 км.

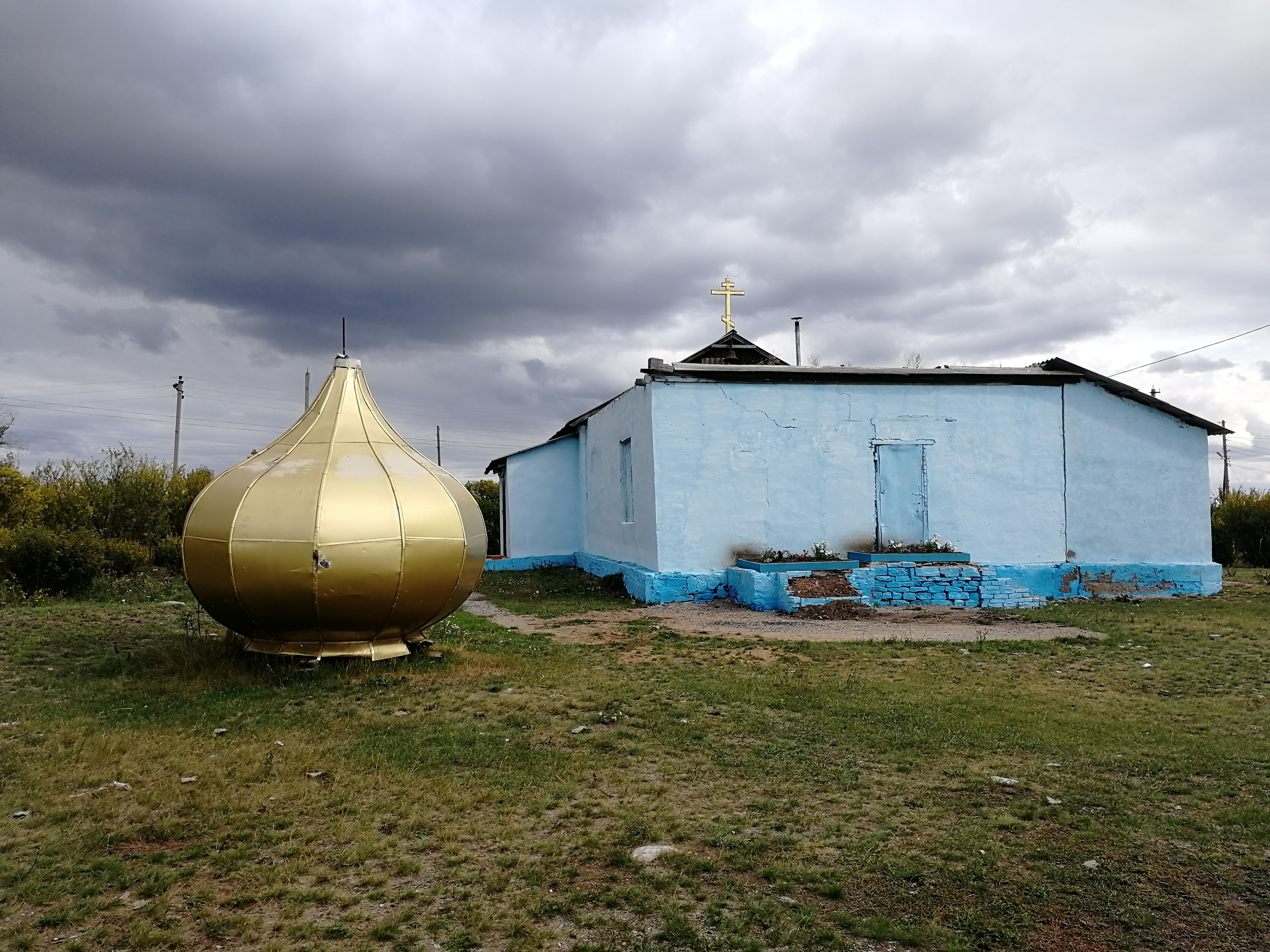
Церковь Николая Чудотворца

## История
Поселок основан в нач. 19 века солдатами, зачисл. в казаки, и чл. их семей. По данным статистики, в 1840 в Черноречье насчитывалось 38 дворов; все мужское население было причислено к полку № 6 ОКВ. С сер. 1850-х гг. Черноречье входило в состав Степной ст-цы 2-го воен. отдела ОКВ (Троицкий уезд Оренб. губ.). 
В 1873 в нем было 85 дворов, в 1889 — 104 (имелись школа, водяная мельница), в 1900 — 120 (2 водяные мельницы). 
В 1919—29 поселок являлся центром сельсовета в Степном р-не, в 1929—55 — в Кочкарском районе. 
Согласно мат-лам переписи в 1926 работали школа, вет. пункт, потребит. кооператив; насчитывалось 214 дворов. Зимой 1929/30 организован колхоз «Согласие», к-рый после Великой Отечественной войны объединился с соседним колхозом им. Молотова. Жители занимались жив-вом, земледелием. 
В 1955— 63 поселок относился к Пласт. р-ну. 
С 1957 на территории поселка размещалось 4-е отделение совхоза «Степной», с 1984 — центральная усадьба совхоза «Чернореченский» (в 1992—2002 — ТОО «Черноречье»), ныне — центральная усадьба СХПК «Новострелецкое» и неск. крест.-фермерских х-в.

## Черноречье 1
Могильник, археологический памятник. Расположен в 1,5 км к востоку от с. Черноречье Троицкого района, на левом берегу (в 100—200 м от совр. русла) р. Уй, на пологом склоне террасы. Открыт и исследован В. И. Стефановым (1969), В. А. Булдашевым (1991). Внеш. признаки в настоящее время отсутствуют. По косвенным данным могильник определен как курганный. 
Подвергся значит. разрушениям при строительстве дороги, распашке и земляных работах. Исследованы 3 могилы, в т. ч. 2 детские, расположенные на расстоянии около 0,5 км друг от друга. В яме (ширина 1,55 метр, глубина в материке до 0,57 м), имевшей прямоугольную форму, обнаружены мелкие обожженные кости и обломки крупного сосуда. В малых ямах (ок. 0,9x0,45 м, глуб. в материке 0,2 м), имеющих прямоугольные очертания, найдено по 1 горшку. 
На дне карьеров обнаружено св. 20 сосудов (целых и в обломках) из разрушенные погребений. В составе керамические коллекции преобладают небольшие горшки классического алакульского облика — с примесью талька в формовочной массе, уступчатым профилем стенок, зон. орнаментом (шейка, плечики, придонная зона), неорнаментир. полосой в основании шейки. 
Гребенчатым штампом выполнены горизонтальные линии, зигзаговые пояса, геометрические фигуры (треугольники, ромбы, меандры), ряды вдавлений. Других группу образуют небольшие горшковидные сосуды с тальком синкретичские алакульско-федоровского облика (см.: Алакульская культура; Фёдоровская культура), среди к-рых экземпляры с уступом и плавнопрофилир., с жилкой на шейке и поддоном. Узоры на сосудах 2-й группы более сложные и включают преим. геометрич. мотивы (в т. ч. косоугольные меандры, треугольники). 
Орнамент зон., нанесен мелкозубчатым штампом. Сосуд алакульского типа из разрушенные большой могилы отличается от др. более крупными размерами. Посуда из могильника имеет аналоги среди мат-лов алакульских памятников лесостепного Зауралья. Могильник датирован бронз.

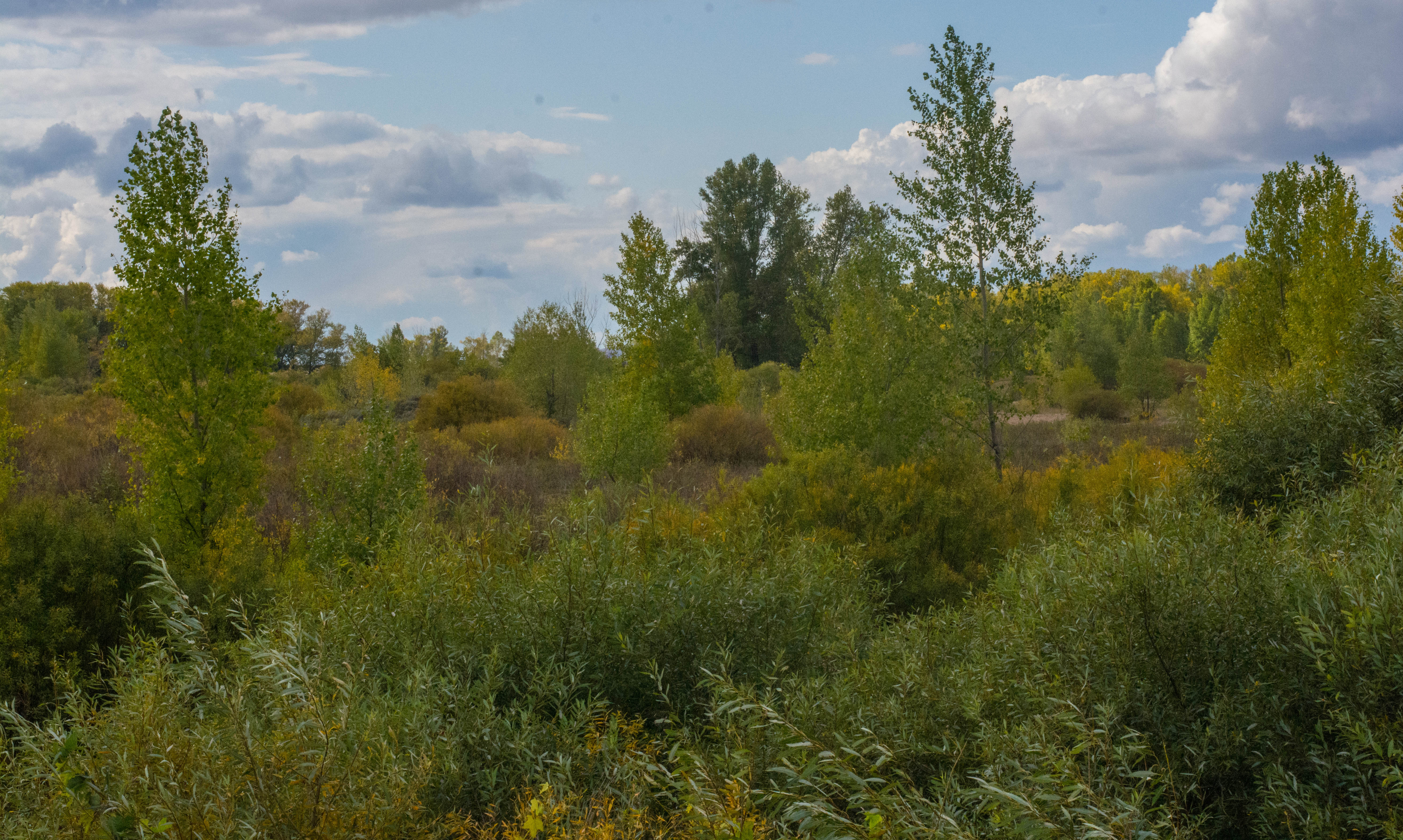
Черноречье I. Фото места 09.11.2019

## Население
| 2002 | 2010 |
| ---- | ---- |
| 675  | ↘559 |

(в 1873 — 462, в 1889 — 644, в 1900 — 813, в 1926 — 991, в 1956 — 589, в 1959 — 637, в 1970 — 584, в 1983 — 424, в 1995 — 921).

## Улицы
- Улица 70 лет Октября
- Улица Ленина
- Улица Мира
- Набережная улица
- Советская улица
- Школьная улица